# Hunin
Hunin (en arabe : هونين) était un village arabe  de Palestine situé dans le Doigt de Galilée à proximité de la frontière libanaise. C'était le deuxième plus grand village du district de Safed. Il a été évacué en 1948. 

## Histoire

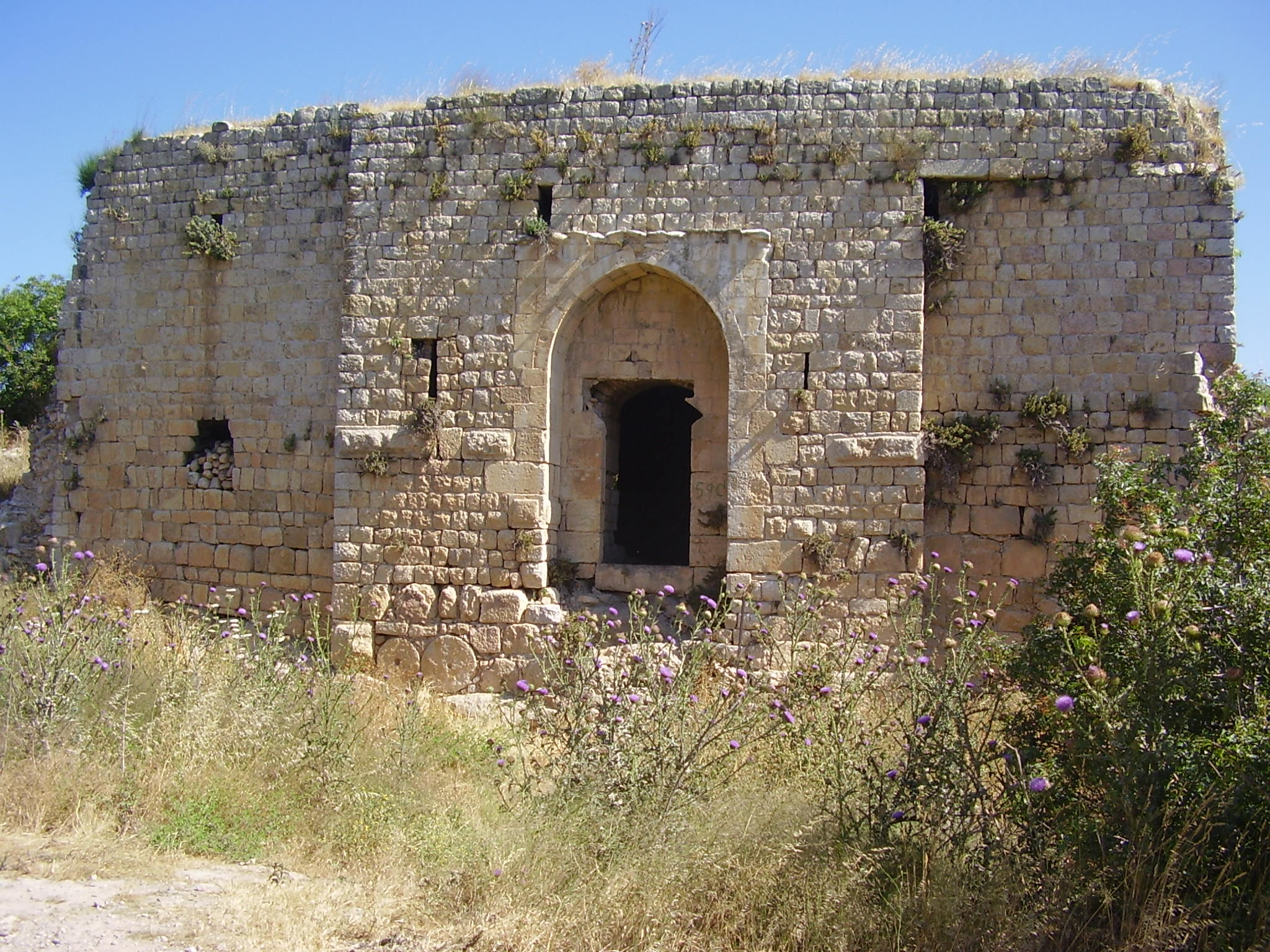
Le Chastel neuf, une forteresse des croisés

Le site a été sporadiquement habité à partir de l'âge du fer (1200-1000 BCE) puis de manière permanente à partir d'environ 550 ou 350 avant l'ère commune jusqu'en 550 av JC et ensuite sporadiquement jusqu'aux années 1800. 
La forteresse connue sous le nom de Chastel Neuf ou Castellum Novum dans les chroniques franques, Qal'at Hunin en arabe et (Horvat) Mezudat Hunin en hébreu moderne, a été construite en deux phases par les croisés au XIIe siècle sur le territoire de Hunin. Elle fut le fief d'Onfroy II qui y décéda des suites de ses blessures reçues au combat de Panéas en 1179. 

### Période ottomane
Le château a été reconstruit par Zahir al-Umar au XVIIe siècle. 
En 1752, une mosquée est construite à Hunin. L'inscription lapidaire qui s'y trouve est possiblement dédiée à  Ja'far al-Sadiq, le sixième imam chiite,. 
Le village a été gravement endommagé au cours  du tremblement de terre de 1837 selon Edward Robinson qui a visité la zone en 1856 . En 1875, Victor Guérin a visité le village. 
En 1881, une enquête du Palestine Exploration Fund décrit Hunin comme "Un village construit en pierre s'étendant à un château des Croisés en ruine [..] et comptant environ 100 musulmans. Il est situé sur une crête basse juste en surplomb des collines qui descendent vers l’est en direction de la vallée de Hula ; les collines aux alentours ne sont pas cultivées, elles sont recouvertes de broussailles, mais dans les vallées, il y a des terres arables. L'eau est obtenue à partir de nombreuses citernes",. 

### Période du mandat britannique

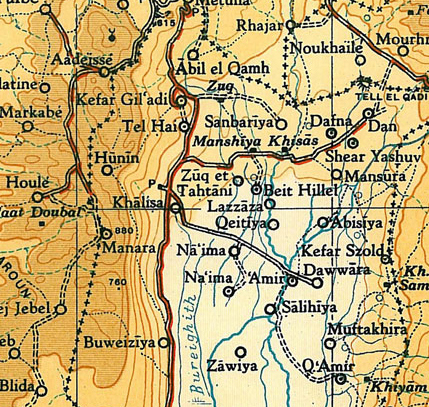
Hunin, 1946

La frontière entre la Syrie, le Liban et la Palestine est un produit de la partition anglo-française de la Syrie ottomane après la Première Guerre mondiale ,. Les forces britanniques s'étaient avancées à Tel Hazor en face des troupes turques en 1918 et souhaitaient intégrer toutes les sources du Jourdain à l'intérieur de la Palestine sous contrôle mandataire. À la suite de la Conférence de paix de Paris de 1919 et du Traité de Sèvres, non ratifié puis annulé, découlant de la conférence de San Remo, la frontière de 1920 étendait la zone contrôlée par les Britanniques au nord de la ligne Sykes Picot, une ligne droite tracée entre le centre du lac de Tibériade et Nahariya. La Grande-Bretagne et la France ont finalement convenu de la frontière internationale entre la Palestine et le Liban en 1923, en conjonction avec le Traité de Lausanne, après que la Grande-Bretagne eut reçu un mandat de la Société des Nations sur la Palestine en 1922. 
En avril 1924, Hunin et six autres villages chiites, ainsi qu'une vingtaine d'autres localités, sont transférés du mandat français du Liban au mandat britannique de la Palestine par la France,. 
D'après le recensement de Palestine de 1931, Hunin compte 1 075 habitants, tous musulmans, soit 233 maisons. 
Les données statistiques de 1945 indiquent que  Hunin (en y incluant Hula et Odeisseh, aujourd'hui au Liban) compte 1620 habitants, tous musulmans.  Le village compte 14 224 dunams de terres.  Sur ce total, les habitants en utilisent 859 dunams pour des cultures irriguées et de plantation, 5 987 dounams sont consacrées à la céréaliculture   tandis que 81 dunams sont identifiés comme des zones construites. 
En 1945, le kibboutz Misgav Am a été établi sur les terres traditionnelles du village, au nord de Hunin.  

### Après 1948
Un raid du Palmach en mai 1948 entraine la fuite de nombreux habitants vers le Liban, seules 400 personnes restent dans le village. Quatre femmes du village sont violées et assassinées par des soldats israéliens pendant l'été.  
Les mukhtars de Hunin et d'autres villages chiites rencontrent les juifs du kibboutz Kfar Giladi au cours d'une réunion en août 1948, et affirment leur volonté de devenir de bons citoyens israéliens,. Leur proposition est transmise au gouvernement israélien, et reçu le soutien enthousiaste du ministre des Minorités, Bechor-Shalom Sheetrit,. Le ministère des Minorités publie un rapport dans lequel il recommandait qu'un tel accord soit conclu avec les quelque 4 700 chiites de la région afin de promouvoir des relations amicales avec le sud du Liban et de tirer parti des mauvaises relations entre les chiites et la majorité sunnite et d'anticiper la perspective d’une future extension de la frontière. Cependant la proposition n’est pas acceptée, malgré l’appui du ministre des Minorités, Sheetrit. En août, des d'habitants de Hunin sont contraints de fuir par l'armée israélienne. Le 3 septembre 1948, les forces israéliennes attaquent le village, détruisant à l'explosif 20 maisons, tuant un fils du mukhtar et 19 autres habitant. Le reste des villageois est expulsé,.La plupart des villageois se réfugient dans des villages chiites au Liban. 
En 1951, le moshav de Margaliot est créé juste au sud du site du village.  